# Józef Nowakowski
Józef Nowakowski (ur. 16 września 1800 w Koryciskach, zm. 27 sierpnia 1865 w Warszawie) – polski pianista, kompozytor i pedagog.

## Życiorys
Nowakowski uczył się teorii, gry na fortepianie, rogu i puzonie w szkole przy klasztorze cystersów w Wąchocku, był członkiem kapel w Wąchocku i Radomiu, nauczał w posiadłości Joachima Karczewskiego w Ciepielowie (k. Opatowa). W latach 1821–1826 był uczniem Konserwatorium Warszawskiego, gdzie studiował kompozycję u Józefa Elsnera i grę na fortepianie u Wilhelma Würfla. Wówczas zaprzyjaźnił się z Fryderykiem Chopinem. W 1833 wyruszył w podróż po Niemczech, Włoszech i Francji, do stolicy ostatniej wielokrotnie następnie powracał (przebywał w Paryżu w 1838, 1841, 1846-47), gdzie wydał – za pośrednictwem Chopina – dedykowane mu Etiudy fortepianowe. W 1836 odwiedził wraz z Chopinem Roberta Schumanna w Lipsku. Po powrocie na stałe do Warszawy nauczał prywatnie oraz w Instytucie Aleksandryjskim Wychowania Panien w Warszawie (1840–1844) i świeżo założonym Instytucie Muzyki (1861–1864). Pod koniec życia cierpiał na paraliż.
Należał do Société Académique des Enfants d’Apollon w Paryżu (wybrany w 1833) oraz Galicyjskiego Towarzystwa Muzycznego we Lwowie. Do jego uczniów należał Kazimierz Wernik.

## Twórczość
Muzyka w przeważającej części przeznaczona na fortepian (etiudy, polonezy, kontredanse, ok. 60 mazurków), będąca pod wpływem twórczości Chopina. Komponował także lirykę wokalną (np. Pieśni polskie), instrumentalną muzykę kameralną (Kwartet smyczkowy, 2 Kwintety fortepianowe op. 10 i op. 17) oraz symfoniczną (2? symfonie, 4 uwertury).
Był autorem popularnego w XIX w. podręcznika gry na fortepianie pt. Szkoła na fortepian według metody Franza Hüntena (wyd. Warszawa, 1850 lub 1847).